# 1-methylcyclohexanol
1-methylcyclohexanol is een organische verbinding met als brutoformule C7H14O. Het is ofwel een heldere, kleurloze vloeistof ofwel een witte vaste stof. Als de stof verhit wordt boven 67°C, kunnen er ontplofbare damp of mengsels worden gevormd.

## Synthese
Op laboratoriumschaal is de bereiding van de verbinding een klassiek voorbeeld van de Grignardreactie tussen cyclohexanon en methylmagnesiumjodide.